# Västmyra träsk
Västmyra träsk är en sjö i Hammarlands kommun i Åland (Finland). Den ligger i den västra delen av landskapet, 15 km nordväst om huvudstaden Mariehamn. Västmyra träsk ligger 5 meter över havet. Den ligger på ön Fasta Åland. Arean är 10,6 hektar och strandlinjen är 1,74 kilometer lång. Sjön  ingår i Skärgårdshavets kustområde, Åland. 